# Club Deportivo Totora Real Oruro
O Club Deportivo Totora Real Oruro, mais conhecido como CDT Real Oruro ou simplesmente Real Oruro, é um clube de futebol boliviano com sede na província de San Pedro de Totora, no departamento de Oruro. Foi fundado em 30 de abril de 1962 e, em 2025, disputou pela primeira vez em sua história a Divisão Profissional do Campeonato Boliviano de Futebol.

## História

### Fundação: 1962
O Club Deportivo Totora, nome original da equipe, foi fundado em 30 de abril de 1962 na na província de San Pedro de Totora, adotando a denominação em homenagem à sua região de origem. Ao longo das décadas seguintes, o Deportivo Totora seguiu atuando sem maior projeção no cenário futebolístico local.

### Temporadas de 2022 a 2024
Em fevereiro de 2022, após a aquisição da equipe por Richard Vásquez, o clube passou a se chamar Club Deportivo Totora Real Oruro. A mudança teve como objetivo reforçar a identificação com o povo orurenho, exaltando a garra, o orgulho e a identidade de Oruro como berço do esporte boliviano.
Apesar da campanha nacional modesta em 2023, o clube conquistou, em dezembro, seu primeiro título local ao vencer o Sur-Car por 4 a 1 na grande final da primeira divisão da Associação de Futebol de Oruro (AFO).

#### Acesso à Primeira Divisão
Na edição de 2024 da Copa Simón Bolívar, o Real Oruro alcançou as fases decisivas da competição. Nas oitavas de final, superou o Municipal Tiquipaya com um placar agregado de 2 a 1. Nas quartas de final, enfrentou o Nueva Santa Cruz e venceu a série por 4 a 2. Já nas semifinais, teve como adversário o Universitario de Sucre: no jogo de ida, em Oruro, empate por 2 a 2, e na partida de volta, em Sucre, triunfou por 2 a 1, com atuação decisiva do atacante Alexis Bravo, eliminando o grande favorito ao título.
Com o resultado, o clube garantiu presença na grande final, coroando uma campanha quase perfeita, com apenas três derrotas ao longo de toda a competição. Na decisão, enfrentou o Club ABB. No primeiro jogo, realizado em 28 de novembro, venceu por 2 a 0. No entanto, na partida de volta, disputada em 1º de dezembro, sofreu uma derrota por 3 a 0, resultado que lhe tirou o título e o obrigou a disputar o acesso à elite nacional por meio do playoff do ascenso indireto contra o Royal Pari de Santa Cruz de la Sierra. O confronto de ida ocorreu no sábado, 21 de dezembro, no estádio do time cruceño. O Royal Pari venceu por 4 a 0, abrindo ampla vantagem. A partida de volta foi realizada na segunda-feira, 23 de dezembro, no estádio Jesús Bermúdez, em Oruro. O Real Oruro vencia por 3 a 0 quando aos 36 minutos do segundo tempo, o árbitro assinalou um pênalti para o time local. Antes da cobrança, o massagista da equipe cruceña entrou em campo, seguido pelo técnico David de la Torre, que ordenou a retirada de seus jogadores em protesto contra a decisão da arbitragem. Após cerca de oito minutos de paralisação, o árbitro Gery Vargas Mendoza decidiu suspender a partida por abandono de campo da equipe visitante e por falta de garantias para a continuidade do jogo, conforme relatado em súmula.
Dessa forma, a torcida do Real Oruro pôde comemorar o inédito acesso à elite do futebol boliviano. Por fim, em 6 de janeiro de 2025, o Tribunal de Disciplina Desportiva da Federação Boliviana de Futebol (FBF) confirmou a punição ao Royal Pari, decretando seu rebaixamento de divisão.

## Símbolos

### Escudo

Escudo vigente desde 2022.

## Instalações

### Estádio

Vista aérea do Estádio Jesús Bermúdez

O DT Real Oruro manda seus jogos no Estádio Departamental Jesús Bermúdez, localizado na zona norte da cidade de Oruro, capital do Departamento de Oruro. O estádio tem capacidade para mais de 33 mil espectadores e está situado a uma altitude de 3.735 metros acima do nível do mar, o que o torna um dos estádios mais altos do mundo. Seu nome é uma homenagem a Jesús Bermúdez (1902–1945), ex-jogador de futebol boliviano, que atuava como goleiro.